# Муравйов Андрій Миколайович
Муравйов Андрій Миколайович (30 квітня 1806, Москва — 18 серпня 1874, Київ) — письменник, історик церкви, просвітитель, пам'яткоохоронець, краєзнавець, колекціонер, почесний член Московської та Київської духовних академій.

## Біографія
Андрій Миколайович Муравйов народився 30 квітня 1806 року в Москві, у родині відомого математика, генерал-майора М. М. Муравйова. Здобув домашню освіту. В юнацькі роки, під впливом свого учителя Семена Равича, почав писати вірші. У 1827 році вийшла перша збірка віршів «Таврида» [Архівовано 29 лютого 2012 у Wayback Machine.].
З 17 років перебував на військовій службі. З 1832 по 1846 рік працював у Святійшому Синоді, пізніше — в Департаменті азіатських справ, начальником тюремного кабінету. Закінчив екстерном Московський університет, а згодом був обраний почесним членом Московської духовної академії та Київської духовної академії.

### Літературна діяльність
Муравйов був автором численних широковідомих праць з питань релігії, історії Церкви, які витримали чимало видань. Розпочинав літературну діяльність з поезії та перекладів, які не мали успіху. У 1829—1930 роках він мандрував Палестиною і Єгиптом, а у 1832 році видав свою першу прозову працю рос. «Путешествие по Святым местам в 1830 г.», яка була високо оцінена. Олександр Пушкін про неї писав: «С умилением и невольной завистью прочли мы книгу…». У 1844 році була видана чергова фундаментальна праця рос. «Путешествие по святым местам русским», третина якої була присвячена святиням Києва. Пізніше у Санкт-Петербурзі вийшла й окрема книжка рос. «Описание Киева». Він вперше опублікував деякі житія, закриту раніше справу Нікона.

### Переїзд до Києва
У 1859 році Андрій Муравйов придбав у Києві садибу на Андріївському узвозі, 38. Сюди він щоліта приїздив з Санкт-Петербурга, а 1868 року, після виходу у відставку дійсним статським радником, переселився остаточно. Він був знайомий з багатьма російськими письменниками, деякі з них відвідували його будинок у Києві, зокрема поети Федір Тютчев (1869) та Олексій Апухтін (1873), які присвятили йому свої вірші.
У 1864 році виступив одним із фундаторів Свято-Володимирського братства у Києві, а 1869 року його очолив.
Зібрав велику колекцію старожитностей, серед яких ікони, хрести, краєвиди Києва. Для цієї колекції в будинку Муравйова в Києві було відведено спеціальну кімнату. У 1878 році колекція була передана його племінником Церковно-археологічному музею при Київській духовній академії.

## Пам'яткоохоронна діяльність в Києві
Андрій Муравйов багато зробив для охорони пам'яток та історичного середовища Києва, зокрема, завдяки його клопотанням:
- була відремонтована каплиця над Хрещатицьким джерелом (поруч з колоною магдебурзькому праву), відновлені традиційні хресні ходи до Хрещатицького джерела[6];
- відхилено проект військового будівництва на Старокиївській горі;
- споруджена церква святих Бориса і Гліба у Вишгороді[4].

Муравйов дбав також про вулицю, на якій мешкав, — Андріївський узвіз. Разом зі своїм другом і сусідом Міхалом Грабовським добився того, що з Узвозу вигнали всі будинки розпусти.
Найбільше він опікувався долею Андріївської церкви. За його ініціативи було організовано збір коштів та влаштований спеціальний комітет для проведення ремонтно-реставраційних робіт та укріплення схилів гори, на якій церква розміщена. В ході робіт було поновлено баню і декор церкви, впорядковано навколишню територію. Також були відремонтовані священицькі покої у стилобаті, а в них 1865 року влаштовано церкву на честь преподобного Сергія. За його сприяння Міністерство внутрішніх справ подарувало церкві 2 ікони в ошатних кіотах, від київського митрополита Арсенія — картину П. Бориспольця «Проповідь апостола Андрія», від графа Шереметєва — копію картини з його домової церкви — «Вибір віри князем Володимиром».
В Андріївській церкві був похований: на першому поверсі цокольного об'єму, в стіні сучасної вчительської кімнати, вмуровано плиту з чорного граніту з викарбуваним написом.

## Пам'ять
Андрію Миколайовичу Муравйову присвячено декілька вітрин Музею Однієї Вулиці. Там представлені прижиттєві видання чисельних праць письменника, фотографії його саду на Андріївському узвозі та портрети А. М. Муравйова, в тому числі й копія портрету, намальованого М. Лермонтовим.

## Вибрані праці
- рос. «Путешествие ко Святым местам в 1830 г.» (СПб., 1832; 8 видань);
- рос. «Письма о богослужении Восточной кафолической церкви» (СПб., 1836; 11 видань, перекладена майже всіма європейськими мовами);
- рос. «История русской церкви» (СПб., 1838; 4 видання);
- рос. «Путешествие по святым местам русским» (СПб., 1838);
- рос. «Изложение Символа Веры Православной Кафолической церкви» (СПб., 1838; 4 видання);
- рос. «Первые 4 века христианства» (СПб, 1840);
- рос. «Описание Киева» (СПб., 1844);
- рос. «Раскол, обличаемый своею историею» (СПб., 1854);
- рос. «Жития святых российской церкви, также Иверских і Славянских» (СПб., 1855—58);
- рос. «Впечатления Украйны и Севастополя» (СПб., 1859);
- рос. «Сношение России с Востоком по делам церковным» (СПб., 1858—60);
- рос. «Письма митрополита московского Филарета к А.Н.М.» (К., 1869),
- рос. «Знакомство с русскими поэтами» (К., 1871),
- рос. «Мои воспоминания» (М., 1913)[3].